# Wikipedia în engleză
Wikipedia în limba engleză este ediția în limba engleză a Wikipediei, enciclopedia liberă on-line. Fondată la 15 ianuarie 2001 și ajungând la patru milioane de articole în iulie 2012, a fost prima ediție a Wikipediei și rămâne cea mai mare, având de aproape trei ori mai multe articole în raport cu următoarea ca dimensiune, Wikipedia în germană. Începând din noiembrie 2012, aproape 17,3% din articolele tuturor Wikipediilor aparțin ediției in limba engleză. Acest procent a scăzut treptat, de la mai mult de 50% în 2003, din cauza creșterii Wikipediilor în alte limbi . 
Primele articole ale Wikipediei au fost create între septembrie 2001 și ianuarie 2002.
Wikipedia în engleză simplificată este o variantă în limba engleză, cu cele mai multe articole folosind un nivel simplificat de limbă engleză.

## Cronologie
- 15 ianuarie 2001: Primele modificări care au supraviețuit
- 16 ianuarie 2001: 1 articol numit Uuu.
- 21 ianuarie 2003: 100.000 de articole.
- 2 februarie 2004: 200.000 articole.
- 7 iulie 2004: 300.000 articole.
- 20 noiembrie 2004: 400.000 de articole.
- 18 martie 2005: 500.000 articole cu articolul numit en:Forced settlements in the Soviet Union
- 18 iunie 2005: 600.000 articole.
- 25 august 2005: 700,000 articole.
- 1 noiembrie 2005: 800000 articole.
- 4 ianuarie 2006: 900000 articole.
- 1 martie 2006: 1.000.000 articole cu articolul numit en:Jordanhill railway station
- 24 noiembrie 2006: 1,500,000 articole cu articolul numit en:Kanab ambersnail
- 9 septembrie 2007: 2,000,000 articole cu articolul numit en:El Hormiguero
- 12 august 2008: 2,500,000 articole.
- 17 august 2009: 3,000,000 articole cu articolul numit en:Beate Eriksen.
- 13 iulie 2012: 4 milioane de articole.